# Corbula patagonica
Corbula patagonica is een tweekleppigensoort uit de familie van de Corbulidae. De wetenschappelijke naam van de soort werd in 1845 voor het eerst geldig gepubliceerd door Alcide d'Orbigny.